# آرپ ۲۲۰
آرپ ۲۲۰ (انگلیسی: Arp 220) نتیجهٔ برخورد دو کهکشانی است که اکنون در حال ادغام هستند. این جرم آسمانی دویست و بیستمین جرم در اطلس کهکشان‌های عجیب هالتون آرپ است.

## ویژگی‌ها
آرپ ۲۲۰ نزدیک‌ترین کهکشان فروسرخ درخشان (ULIRG) به زمین است که در فاصله ۲۵۰ میلیون سال نوری منظومهٔ ما قرار دارد. انرژی خروجی آن توسط ماهوارهٔ اخترشناسی فروسرخ ایراس کشف شد که بیشتر در محدودهٔ بخش فروسرخ دور از آن طیف است.این بخش از تابش اغلب به عنوان نمونهٔ اولیه ULIRG در نظر گرفته می‌شود و در نتیجه مودر توجه و موضوع مطالعهٔ زیادی بوده‌است.